# Корву (аэропорт)
Аэропорт Корву (порт. Aeródromo do Corvo; ИАТА: CVU, ИКАО: LPCR) — аэропорт в муниципалитете Вила-ду-Корву на острове Корву, в португальском архипелаге Азорских островов. Принадлежит региональному правительству Азорских островов, а управляется SATA Air Açores.

## История

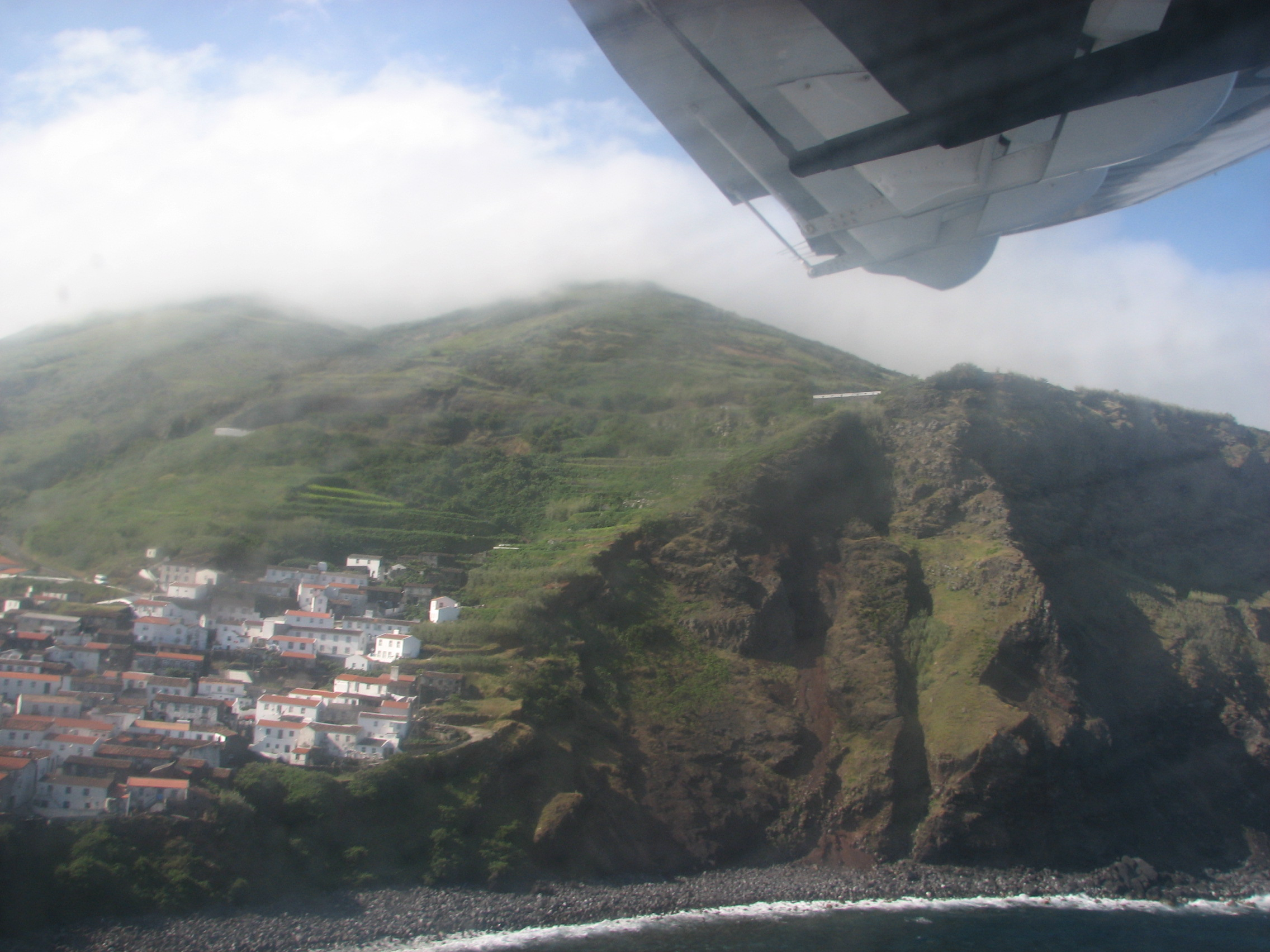
На борту самолёта SATA Air Açores Dornier 228 (выведен из эксплуатации после модернизации парка) после вылета из аэропорта Корву

12 января 2005 года было создано SATA Gestão de Aeródromos для управления небольшими аэропортами на островах Пику, Грасиоза, Корву и Сан-Жоржи. Региональное правительство Азорских островов после публичного тендера предоставило SATA Aeródromos концессию на предоставление авиационных услуг сроком на 10 лет в соответствии с контрактом, подписанным 1 июля 2005 года.
В 2009 году, с поступлением новых самолётов De Havilland Dash 8-Q200 в парк SATA Air Acores вместо эксплуатировавшихся Dornier 228, произошло сопоставимое увеличение пассажиропотока на остров (в первую очередь за счет перехода с 18-местных самолетов на 37-местные). Несмотря на это, в том году пассажиропоток аэропорта Корву, на долю которого приходится всего 3 % пассажиропотока, обслуживаемого SATA Gestão de Aeródromos, увеличился на 1,3%. В то время как грузопоток в других аэропортах сократился, добавление новых самолетов привело к увеличению грузопотока из Корву на 45 %. В этом же году была отремонтирована взлётно-посадочная полоса.
3 августа 2012 года депутат Социально-демократического центра — Народной партии Пауло Роза осудил отсутствие безопасности в аэропорту Корву, сославшись на рекомендуемые меры, предусмотренные IATA после 11 сентября 2001 года. Роза отметил, что одиннадцать лет спустя эти правила не применялись на многих аэродромах Азорских островов. 
13 августа 2013 года SATA, оператор аэропорта, объявила конкурс на реконструкцию и расширение аэродрома, который включает в себя повышение безопасности, комфорта пассажиров и межостровных перевозок. В рамках региональных планов общественных работ проект окончательно разделяет зону прилёта и вылета на две отдельные секции, устанавливает зоны ограниченного доступа и контролирует доступы, а также устанавливает металлоискатель и пункт досмотра багажа.

## География
Аэропорт Корву расположен на острове Корву, одном из двух вулканически островов, лежащих к западу от Срединно-Атлантического хребта, в архипелаге Азорские острова. Расположенный на крайней северо-западной оконечности группы, он подвержен воздействию стихий и плохой погоде в течение всего года. В течение всего года на него воздействуют штормы и антициклоны, что затрудняет условия полётов.
Аэропорт расположен на южном побережье острова, по крайней мере, в 50 м от кромки воды, примыкая к южной границе Вила-ду-Корвe. Взлётно-посадочная полоса простирается на 800 метров вдоль перешейка, от западного пляжа Прайя-да-Арея до скалистых выступов Понта-Негра на восточном берегу. Аэропорт окружён как полями с живой изгородью, так и зданиями, включая Порто-да-Каса (главный порт).

## Статистика
Данные из запроса в Викиданные.